# Ivan De Ferm
Pour les articles homonymes, voir Ferm.
Ivan De Ferm ou Yvan Deferm  est un footballeur belge, né le 22 octobre 1938 et mort le 7 septembre 2015,.
Il a été défenseur au K Beerschot VAV de 1958 à 1972.
Sélectionné à deux reprises en équipe nationale B en 1964, il n'a pas pris part au jeu et n'est donc, techniquement, jamais devenu international.

## Palmarès
- Vainqueur de la Coupe de Belgique en 1971 avec le K Beerschot VAV
- Finaliste de la Coupe de Belgique en 1968 avec le K Beerschot VAV